# Tour Ève
Tour Ève ist der Name eines Hochhauses im Pariser Vorort Puteaux in der Bürostadt La Défense. Der 109 Meter hohe und 1974 fertiggestellte Wohn- und Büroturm war bei seiner Fertigstellung das siebzehnthöchste Gebäude in La Défense. Auf 37 Etagen beherbergt das Gebäude 321 Apartments und 7000 m² Büroflächen.
Das Hochhaus ist mit der Métrostation La Défense und dem Bahnhof La Défense an den öffentlichen Nahverkehr im Großraum Paris angebunden.